# Наум Струмишки
Наум (на македонска литературна норма: Наум Струмички) е духовник на Македонската православна църква, струмишки митрополит от 1995 година.

## Биография
Роден е в 1961 година в Скопие, тогава във Федеративната народна република Югославия, днес в Северна Македония със светското име Дзвонимир Илиевски (Sвонимир Илиевски). Завършва Юридическия и Богословския факултет на Скопския университет. През май 1987 година става послушник в манастира Григориат на Света гора. На 2 януари 1991 година се замонашва и е постриган в голяма схима от игумена на Григориат архимандрит Георгий Капсанис. Три години по-късно е ръкоположен за йеродякон от митрополит Алексий Трикийски и Стагийски. На 15 август 1995 г. е ръкоположен за йеромонах от епископ Калиник Арджешки и Мушчелски. На 27 август 1995 година е ръкоположен за епископ на Македонската православна църква и ден по-късно Светият архиерейски синод го въдворява за митрополит на Струмишката епархия. Той възобновява православния духовен живот в Струмишката епархия. Възстановява много църкви и манастири. С идването му е свързан разцветът на монашеския живот в епархията му и в цяла Македония. Усилно развива издателската, културната и хуманитарната църковна дейност. Член е на комисията на Македонската православна църква за разговори със Сръбската православна църква и с останалите поместни православни църкви.
През 2008 г. защитава докторска дисертация на тема „Исихазмът в Светогорското монашество през XX век“ към Богословския факултет на Софийския университет. През 2015 г. получава магистърска степен по клинична психология на тема „Психологически аспекти на процеса на загуба, тъгуване и преодоляване на загубата на член в семейството“ (Психолошки аспекти на процесот на загуба, тагување и надминување на загубата на член во семејството) към Международния славянски университет „Гаврило Романович Державин“ в Свети Никола. От 2010 г. е доцент в Педагогическия факултет на Битолския университет.
С неговата инициатива и усилия се подготвя и излиза православното списание „Премин“. Негова заслуга са и създаването и поддържането на официалната уеб страница на МПЦ МПЦ-ОА, православния портал с духовно съдържание „Премин Портал“  и дневният център за приютяване, обгрижване и продължително лечение на зависимости „Света Елисавета“ в Струмица и Терапевтичният център „Покров Богородичен“ в село Водоча. Митрополит Наум е автор на над 17 книги с пастирски послания, писма, беседи, интервюта и аскетично-исихастки есета – три от които издадени и на български език, както и на преводи от гръцки. През 2000 година получава наградата „Архиепископ Гавриил“ на Съюза на литературните преводачи на Република Македония за най-успешен превод на книга с духовна тематика за превода от гръцки език на книгата „Исихастички сведоштва“ (Исихастки свидетелства). Почетен член е на Дружеството на писателите на Македония. Взема участие в много научни конгреси и симпозиуми.
На 17 ноември 2017 година в интервю за българската телевизия Би Ти Ви Струмишки Наум подчертава голямото значение на Договора за добросъседство между Република Македония и България, подписан на 1 август 2017 година, за добрите отношения между двете държави и за църковния диалог, като го нарича само начало. Според митрополит Наум, Светият синод на Българската православна църква трябва да обсъди признаването на Македонската православна църква, подчертавайки, че двете страни имат обща религиозна история:
| „ | Смятаме, че по политически причини не е призната автокефалността на МПЦ. БПЦ има шанса със самото признаване на МПЦ да стане църква майка на МПЦ. Това е рядък исторически шанс, който БПЦ не трябва да го пропусне... Ние сме били част от Българската екзархия. Хората тогава са били разделени между Екзархията и Цариградската патриаршия, но повечето – 95%, са били екзархисти. | “ |

На 7 ноември 2018 година митрополит Наум Струмишки е удостоен със званието доктор хонорис кауза на Великотърновския университет за „безспорните му заслуги към православната църква като един от видните съвременни богослови, учени, писатели и преводачи, както и за неговия принос за развитието на българо-македонските отношения“.

## Трудове
До днес са издадени 17 негови книги книги.:
- „Православната Црква и Унијата“, 1992
- „Слово од Елеуса”, 2001
- „Слово од Водоча”, 2002
- „Соочување со апсурдот“, 2007
- „Ни Јас не ви кажувам...“, 2008
- „Исихазмот во светогорското монаштво од 20 век (Умносрдечната молитва во хармонијата на аскетско-исихастичкиот подвиг)“, 2009
- „Не знаете од каков Дух сте“, 2010
- „Школа за исихазам – основна“, 2011
- „Плодоносна девственост“, 2012
- „Само едно е потребно“, 2013
- „Надминување на дуализмот“, 2014
- „Премин од душевност во духовност“, 2015
- „Нови личносни односи“, 2016
- „Пастирски пристап или поистоветување“, 2017
- „Христијански идентитет“, 2018
- „Постојам, значи љубен сум“, 2019
- „Пресвета Богородица и Секогашдева Марија“, 2020.

От тях на български книжовен език са издадени:
- „И аз ви не казвам...“, 2008
- „Исихазмът в Светогорското монашество през ХХ век“, 2009
- „Преодоляване на дуализма“, 2018